# 鶴谷香央理
鶴谷香央理（1982年—），日本漫畫家。

## 經歷
富山縣高岡市出身。2007年以〈おおきな台所〉獲得第52屆千葉徹彌賞的一般部門準大賞而出道。以《春心萌動的老屋緣廊》獲得這本漫畫真厲害！2019女性篇第一名。